# راي دالتون
راي دالتون (بالإنجليزية: Ray Dalton)‏ وهو مغني و مرتل وكاتب أغاني أمريكي مستقر في سياتيل، واشنطن، ولد في 10 مايو 1991 في مدينة سياتل في الولايات المتحدة، أبوه من أصل أفريقي وأمه من أصول مكسيكية، يغني راي أغاني غوسبل وهيب هوب وآر أند بي والبوب، ومن أشهر الآغاني التي غناها هي أغنية Cant hold us والتي أنتجت في أبريل 2013 والتي غناها مع ماكليمور وريان لويس، واحتلت هذه الأغنية المرتبة الأولى في الولايات المتحدة وفي دول أخرى.

## روابط خارجية
- راي دالتون على موقع IMDb (الإنجليزية)
- راي دالتون على موقع ميوزك برينز (الإنجليزية)
- راي دالتون على موقع أول ميوزيك (الإنجليزية)
- راي دالتون على موقع ديسكوغز (الإنجليزية)